# Campeonato Mundial de Gimnasia Rítmica de 2021
El XXXVIII Campeonato Mundial de Gimnasia Rítmica se celebró en Kitakyushu (Japón) entre el 27 y el 31 de octubre de 2021 bajo la organización de la Federación Internacional de Gimnasia (FIG) y la Federación Japonesa de Gimnasia.
Las competiciones se realizaron en el Centro de Exposiciones de Japón Occidental de la ciudad japonesa.

## Resultados
| Evento                                    | Oro | Plata | Bronce |
| ----------------------------------------- | --- | --- | --- |
| Concurso completo ind. (30.10)            | Dina Averina · RGF · 108,400 pts.                                                                                | Alina Harnasko · Bielorrusia · 105,300 pts.                                                                      | Arina Averina · RGF · 103,200 pts.                                                                                            |
| Pelota (27.10)                            | Dina Averina · RGF · 29,125                                                                                      | Arina Averina · RGF · 27,675                                                                                     | Alina Harnasko · Bielorrusia · 27,300                                                                                         |
| Mazas (28.10)                             | Dina Averina · RGF · 27,100                                                                                      | Arina Averina · RGF · 26,750                                                                                     | Anastasiya Salos · Bielorrusia · 26,400                                                                                       |
| Cinta (28.10)                             | Alina Harnasko · Bielorrusia · 23,950                                                                            | Dina Averina · RGF · 23,900                                                                                      | Arina Averina · RGF · 23,450                                                                                                  |
| Aro (27.10)                               | Dina Averina · RGF · 27,750                                                                                      | Alina Harnasko · Bielorrusia · 25,950                                                                            | Sofia Raffaeli · Italia · 25,850                                                                                              |
| Conjuntos 5 con pelota (29.10)            | RGF · Anastasiya Blizniuk · Polina Orlova · Anguelina Shkatova · Alisa Tishchenko · Mariya Tolkachova · 46,000   | Italia · Martina Centofanti · Agnese Duranti · Alessia Maurelli · Daniela Mogurean · Martina Santandrea · 45,600 | Japón Rina Imaoka Rinako Inaki Rie Matsubara Sayuri Sugimoto Ayuka Suzuki 44,500                                              |
| Conjuntos 3 con aro + 2 con mazas (31.10) | Italia · Martina Centofanti · Agnese Duranti · Alessia Maurelli · Daniela Mogurean · Martina Santandrea · 42,275 | RGF · Anastasiya Blizniuk · Polina Orlova · Anguelina Shkatova · Alisa Tishchenko · Mariya Tolkachova · 40,950   | Japón Rina Imaoka Rinako Inaki Rie Matsubara Sayuri Sugimoto Ayuka Suzuki 40,900                                              |
| Conjuntos concurso completo (31.10)       | RGF · Anastasiya Blizniuk · Polina Orlova · Anguelina Shkatova · Alisa Tishchenko · Mariya Tolkachova · 88,350   | Italia · Martina Centofanti · Agnese Duranti · Alessia Maurelli · Daniela Mogurean · Martina Santandrea · 86,000 | Bielorrusia · Hanna Haidukevich · Anastasiya Malakanava · Anastasiya Rybakova · Arina Tsitsilina · Karyna Yarmolenka · 85,400 |

## Medallero
| Núm. | País        | Oro | Plata | Bronce | Total |
| ---- | ----------- | --- | ----- | ------ | ----- |
| 1    | RGF         | 6   | 4     | 2      | 12    |
| 2    | Bielorrusia | 1   | 2     | 3      | 6     |
| 3    | Italia      | 1   | 2     | 1      | 4     |
| 4    | Japón       | 0   | 0     | 2      | 2     |
|      | TOTAL       | 8   | 8     | 8      | 24    |

1. 1 2 3 4 5 6 7 8 9 10 11 12 13  Debido a la decisión del TAS de diciembre de 2020 de suspender los entes deportivos rusos, el equipo de Rusia participa bajo la denominación «Russian Gymnastics Federation» y las siglas RGF.